# Artur Dzihasow
Artur Petrowycz Dzihasow (ukr. Артур Петрович Дзигасов; ur. 4 marca 1962) – ukraiński zapaśnik w stylu klasycznym. Olimpijczyk z Atlanty 1996, gdzie zajął 19. miejsce w kategorii 74 kg. Szesnasty w mistrzostwach świata w 1995. Czwarty w mistrzostwach Europy w 1993 i 1996. Pierwszy w Pucharze Świata w 1994.